# NGC 587
NGC 587 في الفهرس العام الجديد، هي مجرة، تقع في كوكبة المثلث. اكتشفت في 27 أغسطس 1862 بواسطة هاينريش لويس دريست.

## روابط خارجية
- NGC 587 على موقع ويكي سكاي: DSS2, SDSS, GALEX, IRAS, Hydrogen α, X-Ray, Astrophoto, Sky Map, Articles and images